# Alfons Hykl
Alfons Hykl (22. října 1908 – ???) byl český a československý politik Komunistické strany Československa a poválečný poslanec Ústavodárného Národního shromáždění.

## Biografie
Roku 1946 se uvádí jako rolník, člen místního národního výboru a tajemník okresního sdružení Jednotného svazu českých zemědělců, bytem ve Staříči.
V parlamentních volbách v roce 1946 byl zvolen poslancem Ústavodárného Národního shromáždění za KSČ. V parlamentu setrval do konce funkčního období, tedy do voleb do Národního shromáždění roku 1948.